# Hakim El Ghissassi
 (mai 2013).
Si vous disposez d'ouvrages ou d'articles de référence ou si vous connaissez des sites web de qualité traitant du thème abordé ici, merci de compléter l'article en donnant les références utiles à sa vérifiabilité et en les liant à la section « Notes et références ».
 (mai 2021).
Hakim El Ghissassi, né en 1963, est un journaliste et écrivain marocain. 
Spécialisé dans les problématiques relatives aux médias et au numérique, il est le directeur général de l'agence de communication et de production audiovisuelle Mediating, éditrice des magazines Sezame (en français) et Madarik (en arabe), ainsi que de sites et applications web. En 1998, il a aussi fondé le magazine français La Médina, qu'il a dirigé.  

## Biographie
Hakim El Ghissassi est diplômé de l'Institut d'études politiques de Paris (Sciences Po Paris) en Management des médias et du numérique{{}}. En 2003, il suit une formation universitaire de troisième cycle « Laïcité et droit des cultes » à l'université Aix-Marseille III (Faculté de droit et de science politique). En 2004, il suit un cycle de formation professionnelle sur la géopolitique de la criminalité à l'Institut de relations internationales et stratégiques (IRIS) de Paris[réf. nécessaire]. En 1989, il suit une formation « Épistémologie et histoire des sciences » à l'université Pierre-et-Marie-Curie[réf. nécessaire], et en 1985, il obtient une licence de biologie végétale à l'université Mohammed V - Agdal de Rabat[réf. nécessaire].
Il est aussi patron de presse et directeur de publication des magazines Sézame (en français) et Madarik (en arabe). Il a fondé en 1998 le magazine La Medina et 2002 le magazine islam, histoire et cultures[réf. nécessaire]. En 2005, il a fondé l'agence de communication Mediating dont il est directeur général. Depuis février 2013, il fait partie de la Commission de sélection des programmes de la Société nationale de radiodiffusion et de télévision (SNRT). De plus, spécialiste de la stratégie web depuis 1998[réf. nécessaire], il a à son actif la création et la mise en ligne d'une cinquantaine[réf. nécessaire] de sites web, dont des sites d'actualités, des institutionnels et de magazines.
Pour finir, il a réalisé des interviews avec le roi Mohammed VI (2002), Jacques Chirac (2002), Nicolas Sarkozy (2003), Lionel Jospin (2002) et Jean-Louis Borloo (?), et en 2002, il a fondé le Forum citoyen des cultures musulmanes en France,.

## Publications
Auteur de 89 propositions pour une France juste (2002) et d'un livre sur les perspectives d’avenir du Maroc sur les plans économique, social, culturel et religieux, Regard sur le Maroc de Mohammed VI (2006, Michel Lafon), il a également réalisé plusieurs travaux de recherche dont La libéralisation de l'audiovisuel marocain et la SNRT (Société nationale de radiodiffusion et de télévision), Les Relations Maroc Espagne en collaboration et pour le compte de l’Institut royal des études stratégiques, ou encore portant sur la gestion publique du champ religieux marocain et l’institutionnalisation de l'islam en France.